# Lorenzo Cannone
Pour les articles homonymes, voir Cannone.

a Compétitions nationales et continentales officielles uniquement.

b Matchs officiels uniquement.
Dernière mise à jour le 16 janvier 2023.
Lorenzo Cannone, né le 28 janvier 2001 à Florence (Italie), est un joueur international italien de rugby à XV. Il évolue au poste de troisième ligne centre au sein de l'effectif du Benetton Trévise.
Il est le frère cadet de Niccolò Cannone, également joueur du Benetton Trévise et international italien.

## Biographie
Né à Florence en Italie, Lorenzo Cannone est tout d'abord formé par le Bombo Rugby Firenze et Florentia Rugby. Par la suite, il rejoint le Petrarca Padoue où il commence sa carrière professionnelle en Championnat d'Italie. 
Lors de l'été 2021, il intègre la franchise du United Rugby Championship de Trévise, le Benetton Rugby,.

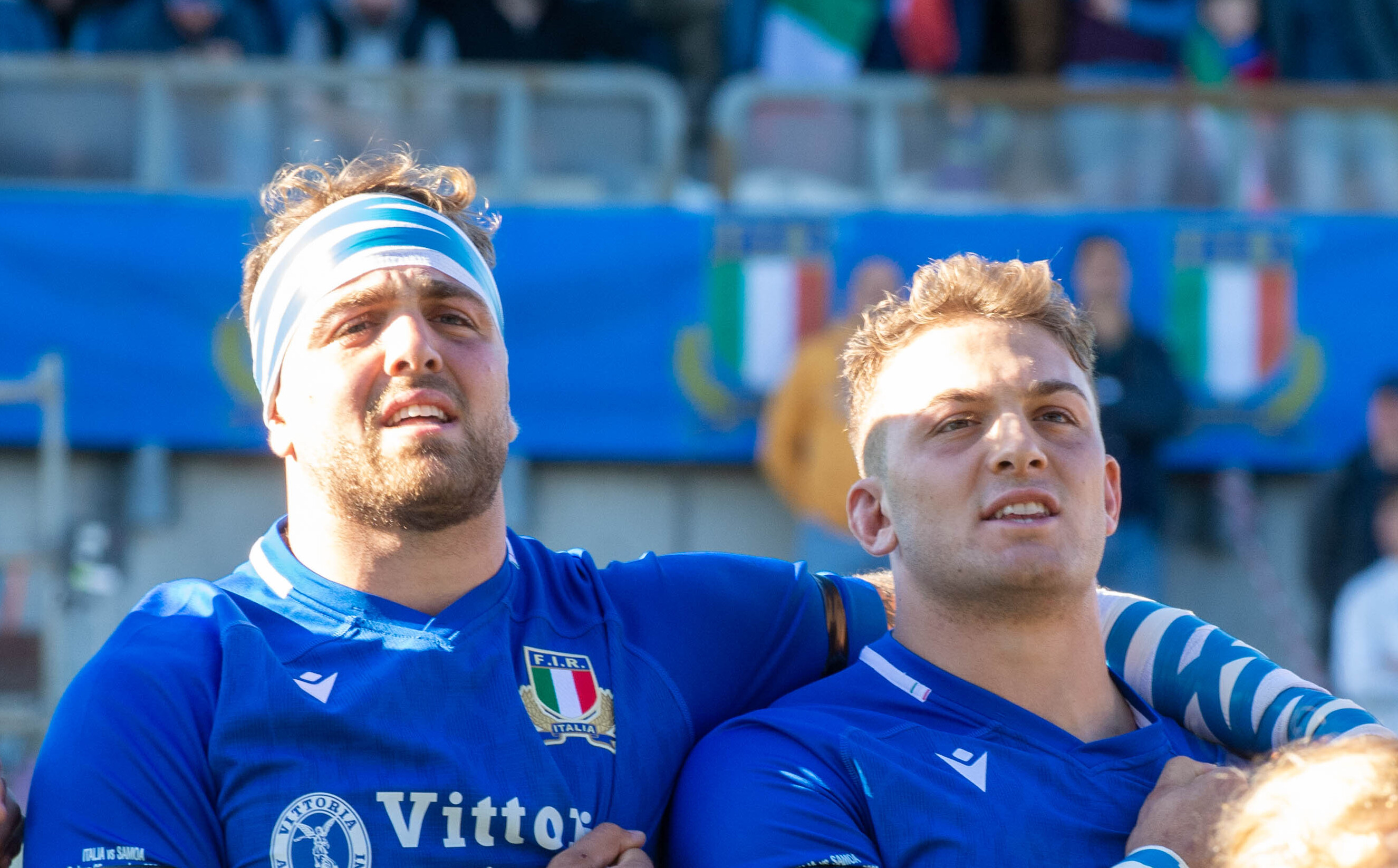
Lorenzo Cannone joue régulièrement avec son frère Niccolò en équipe d'Italie.

Le 5 novembre 2022, il fait ses débuts avec l'équipe d'Italie, titulaire et auteur d'un essai lors de la victoire 49 à 17 contre les Samoa. Il enchaine avec un autre match le week-end suivant, titulaire avec son frère Niccolò Cannone contre l'Australie, dans leur ville natale, Florence. En janvier 2023, il signe un contrat le liant avec la franchise italienne jusqu'en 2026.
En mai 2023, il est sélectionné avec l'Italie dans un groupe de 46 joueurs pour préparer la Coupe du monde 2023.
En janvier 2024, il est convoqué pour le Tournoi des Six Nations. Cependant, il se blesse lors de la première journée et est forfait pour les deux journées suivantes.